# 베르트부인쥐여우원숭이
베르트쥐여우원숭이(Microcebus berthae)는 세계에서 가장 작은 쥐여우원숭이이자 가장 작은 영장류이다. 평균 몸 길이는 92mm이며, 한창 때의 몸무게는 약 30g이다. 마다가스카르 서부의 키린디 미테아 국립공원에서 발견된다.
베르트쥐여우원숭이는 등 쪽에 짧고 촘촘한 털을 갖고 있으며, 육계색과 노란 황토색의 2가지 색을 띤다. 등 쪽 중간의 줄무늬는 황갈색을 띤다. 이 종의 배 쪽 중앙은 색깔에 있어서는 담황갈색을 띠지만, 옆구리는 연한 담황갈색과 밝고 연한 희미한 회색 빛이 섞인 색깔을 띤다. 등 쪽과 배 쪽의 하체의 털은 희미하고 거무스름한 희미한 회색 빛은 띤다. 이 종의 꼬리는 색깔 면에서 황갈색의 짧은 털을 갖고 있다. 윗머리와 귀 색깔도 황갈색을 띤다. 안구는 좁고 어두운 색깔의 띠로 둘러싸여 있다. 양 눈 사이는 육계색을 띤다. 손발은 흐릿한 베이지색을 띤다.